# Ernst Lagus
Ernst Vilhelm Lagus, född 7 januari 1859 i Helsingfors, död 14 september 1923, var en finländsk skolman och författare, son till Wilhelm Lagus.
Lagus blev student 1877, filosofie magister 1882, och föreståndare för Privata svenska flickskolan, kallad Laguska skolan, i Helsingfors sedan 1892. Han har publicerat ett antal läroböcker för undervisning i svenska språket samt med iver ägnat sig åt att samla och utge den svenska allmogens i Finland sånger, sagor m. m. Han utgav 1887 och 1893 del I och II av Nyländska folkvisor (samlingen Nyland III, V).
Som medlem av styrelsen i Svenska litteratursällskapet i Finland sedan 1891 övertog han ledningen av sällskapets folkloristiska arbete och föreslog 1908 utgivandet av dess folkloristiska samlingar under namn av Finlands svenska folkdiktning, vars publikation ställdes under hans ledning. Bland hans publikationer i sällskapets skrifter märks Mikael Chorcei Valda dikter med en lefnadsteckning (1901) och samma skalds Bref, tal och andra skrifter (1903). Han var grundläggare (1900) och föreståndare för sällskapets Runebergsbibliotek.

### Redaktörskap
- Choraeus, Michael (1903). Bref, tal och andra skrifter / utgifna af Ernst Lagus. Skrifter / utgivna av Svenska litteratursällskapet i Finland, 0039-6842 ; 57. Helsingfors. Libris 1990625
- Porthan, Henrik Gabriel (1898-1912). Bref från Henrik Gabriel Porthan till samtida / utgifna af Ernst Lagus. Skrifter / utgivna av Svenska litteratursällskapet i Finland. Helsingfors: Tidnings- & Tryckeriaktiebolagets tryckeri. Libris 2180892
  -  Del [1]. Skrifter / utgivna av Svenska litteratursällskapet i Finland, 0039-6842 ; 38. 1898. Libris 2180893
  -  Del 2, Supplementband. Skrifter / utgivna av Svenska litteratursällskapet i Finland, 0039-6842 ; 102. 1912. Libris 2180894
- Svensk vitterhet : för skola och hem. Helsingfors: Helios. 1906-19nn. Libris 2244114
  -  Häfte 1, Katolska tiden. 1906. Libris 2244115